# Sekundärutbildning

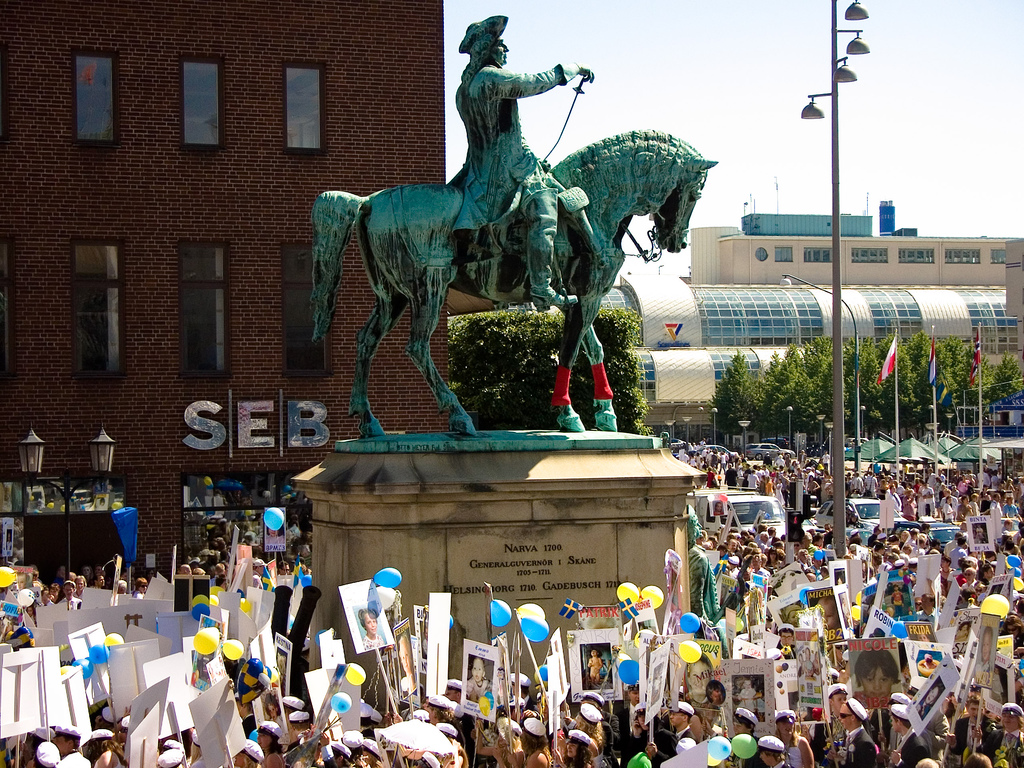
Gymnasieskolan är en svensk sekundärutbildning.

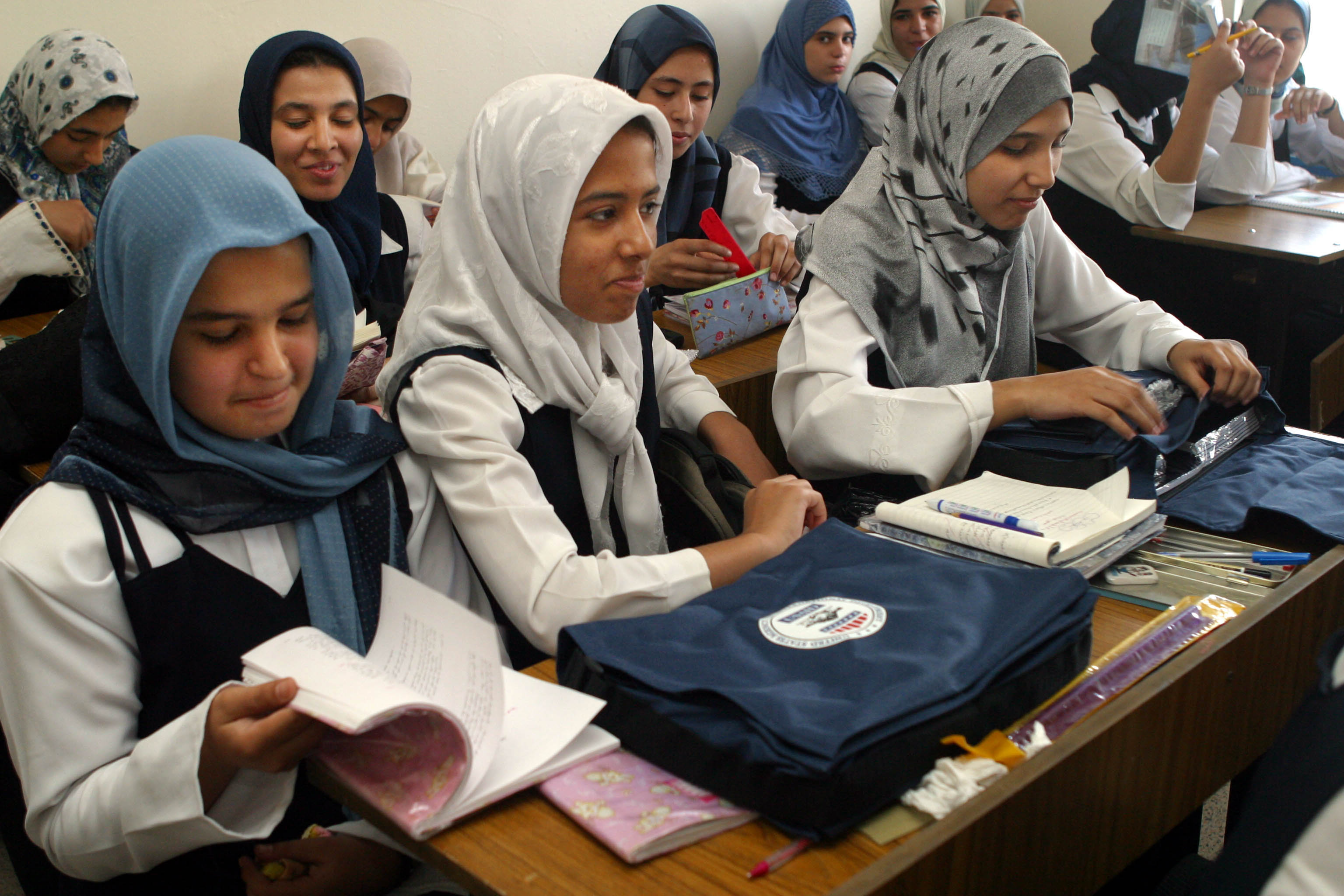
Sekundärutbildning i Bagdad, Irak.

Sekundärutbildning (secondary school) är den utbildningsnivå i ungdomsskolan som följer på primärutbildningen. Antal skolår och elevernas ålder varierar mellan olika länder, men vanligtvis är sekundärskolan inriktad på tonåringar, och motsvaras av den svenska grundskolans högstadium och gymnasieskolan, eller USA:s high school. I International Standard Classification of Education utgörs den av nivå 2.
Denna utbildning kan vara förberedande för högskola (tertiärutbildning). Den kan också vara en praktisk yrkesförberedande utbildning, och kan vara en lärlingsutbildning.
I Storbritannien är sekundärskolan obligatorisk sedan 1944.

### Fotnoter
1. ↑  Hans Högman. ”Storbritannien”. Historia. http://www.hhogman.se/skolhistoria.htm#xl_USA. Läst 25 september 2017.